# André Helbronner
Pour les articles homonymes, voir Helbronner.
André Samson Seby Helbronner (אנדרה הלברונר), né le 23 décembre 1878 à Paris 10e (6, rue des Petits-Hôtels) et mort le 14 mars 1944 en déportation au camp de concentration de Buchenwald, est un physicien, un chimiste et un inventeur français, fils d'une famille de notables alsaciens ayant refusé l'annexion de 1870.

## Biographie
André Helbronner a été élève du lycée Condorcet, puis de l'École nationale supérieure de chimie de Paris sous la direction de Charles Friedel.
Il soutient en 1904 en Sorbonne sa thèse de doctorat ès sciences physiques intitulée Contribution à l'étude des aldéhydes oxynaphtoïques. Il est alors ami et élève des scientifiques allemands Nernst et Ostwald, et son maître à penser et de thèse n'est autre que le physicien Gabriel Lippmann (1845 - 1921), Prix Nobel en 1908. Il a été en France le premier professeur de chimie physique, d'abord à partir de 1906 à Limoges, puis à Dijon en 1908, et enfin au Collège de France. En collaboration avec Georges Claude, René Lévy et Raoul Pictet, il réussit à produire de l’azote liquide en 1905 par séparation de l'oxygène et de l'azote dans l'air liquide, et même un demi-litre de ce dernier en 1910. En 1908, il participe en vain à la tentative de distillation fractionnée de 120 tonnes d'air à Boulogne avec le professeur Moore, Claude, ainsi que les autres responsables d'Air liquide, pour tenter d'isoler deux ou trois nouveaux gaz inertes. Ses proches collaborateurs se nomment alors Ernest Vallée, G. Bernstein, puis le professeur Henri Victor, Max von Recklinghausen et enfin Pierre Pipereaut (pour le compte de la Compagnie Générale des Produits chimiques de Louvres), durant ces années 1910 (expert chimiste près le Tribunal civil et après avoir habité au 6 rue des Petits Hotels jusqu'en 1914, il réside alors à Suresnes pendant la période de la Grande Guerre, où il étudie durant deux ans l'effet bactéricide et l'accélération de la cicatrisation des plaies par l'action combinée des radiations visibles et ultraviolettes, sur plusieurs centaines de soldats dans les hôpitaux parisiens, avec Charles Benoît). Durant les années 1920 il travaille avec W. Rudolfs, Adolphe Jean-Baptiste Jouve pour la Société Hydro-Électrique et Métallurgique du Palais, puis avec l'anglo-indien — et futur collaborationniste fusillé en Afrique du Nord — Éric Edward Dutt (alias Chand, peu avant sa mort représentant officiel du parti révolutionnaire indien dans l'Espagne franquiste). Ces chercheurs éclectiques s'intéressent ainsi aux rayonnements ultraviolets, mettant au point plusieurs procédés de stérilisation de liquides ou de vulcanisation de rubis grâce à ces derniers[pas clair], obtiennent les premiers du caoutchouc chloré (ancêtre du PVC), développent les 1res substances détectrices d'encres sympathiques -capitales à l'orée de la Première Guerre mondiale-, et enregistrent une vingtaine de brevets dans les domaines les plus divers (cuir artificiel, pellicule pour la photographie, mécanismes d'ascenseurs hydrauliques, pile électrique, accumulateur à argent colloïdal, fabrication du ciment blane, etc.).
Helbronner s'installe en 1917 aux États-Unis, sur la recommandation de Georges Clemenceau, pour participer au développement de l'industrie aéronautique américaine, grâce à ses vernis et colles pour ailes d'avions. Il obtient en 1922 la Grande Médaille d'Or de l'Institut Franklin, pour ses travaux sur la liquéfaction des gaz et sur les colloïdes.
Inventeur d'un générateur magnéto hydrodynamique en 1930, il oriente ses travaux dans le domaine de la physique nucléaire à partir de 1934, et crée avec quelques nouveaux scientifiques (Vladimir Gavreau...) et un financement industriel un laboratoire de recherche sur les propriétés de l'atome, qu'il installe à son domicile, 49 rue Saint-Georges à Paris. Il engage alors le jeune ingénieur chimiste Jacques Bergier (avec lequel il est censé avoir rencontré Fulcanelli un après-midi de juin 1937, dans les locaux de la Société du Gaz de Paris, 28 place Saint-Georges (Paris 9e), l'un des anciens hôtels particuliers de la marquise de Païva), avec qui il étudie l'utilisation de l'eau lourde pour ralentir les neutrons dans la réaction de fission nucléaire, met au point un procédé de fabrication de deutériure de lithium, et produit la première synthèse d'un élément radioactif naturel, le polonium, à partir de bismuth et d'hydrogène lourd en volatilisant un filament de tungstène (et de particules d'or à partir de copeaux de bois par la sublimation de ce même filament). En 1939, il publie la loi (dite de Helbronner et Bergier) sur l’antagonisme physique entre les radiations solaires et radioactives.
Au printemps 1940, avec Bergier et Alfred Eskenazi, il dépose à l'Académie des sciences un dossier sur l’élaboration d’une bombe H. Après être passé par Toulouse au début de l'occupation allemande, il rejoint le réseau de résistance Marco Polo, qui vient d'être créé dans la région lyonnaise. Il fait alors partie, avec quelques scientifiques comme Alfred Eskenazi (électronicien avant l'heure, auteur en 1938 de brevets sur l'asservissement aux trains d'impulsion et qui fournira à Lucie Aubrac de la part du réseau Marco Polo les papiers allemands pour entrer dans l'Hôpital de l'Anticaille afin de délivrer -entre autres- Serge Ravanel), Jacques Bergier alias "Jacques Verne" et d'autres, du groupe dit « des Ingénieurs » qui étudie les avancées techniques des Allemands dans les domaines militaire et scientifique. Ils réussissent ainsi à mettre au jour les expérimentations des fusées V1 et V2, grâce aux renseignements d'un ingénieur russe travaillant sur place. Ils trouvent encore de 1941 à 1943 le temps et les moyens de travailler à des applications pour l'industrie textile (collages, mesures et automatismes liés aux tissus), grâce aux proches d'Eskenazi.
Arrêté peu avant son transfert à Londres par la Gestapo le 7 juin 1943 à Lyon (dans sa chambre de l'hôtel de la Tour du Pin, transformée en laboratoire de fortune) sur dénonciation d'un certain Plouvier (milicien à la solde de Klaus Barbie), il passe par la suite 60 jours dans une cellule infestée de punaises de la prison Montluc, sans être rasé. Les Allemands essaient alors durant les tortures de le rallier à leur cause et de l'intéresser au programme V2. Il n'avoue rien sur ses compagnons résistants. Il est ensuite transféré couvert d'abcès dus aux piqures le 28 octobre 1943 vers le centre de triage de Compiègne, qu'il quittera le 27 janvier 1944 pour le camp de concentration de Buchenwald (matricule 44.975), où il mourra le 14 mars 1944 d'une pneumonie.

## Anecdotes
- Fort distrait, il arrivait fréquemment en tenues vestimentaires dépareillées à son laboratoire[10].
- Il opéra empiriquement son propre chien d'une tumeur abdominale à l'hôtel de la Tour du Pin[11].
- Au bloc 56 de Buchenwald, Helbronner enseignait le dimanche aux autres prisonniers comment utiliser au mieux pour éviter la faim les quelques calories des portions alimentaires réduites fournies par les gardiens[12].

## Distinctions
- Lauréat du Concours Général ;
- 1922 : Grande Médaille d'Or de l'Institut Franklin ;
- 1960 : Carte du Déporté Résistant ;
- 1960 :  Médaille militaire ;
- 1960 :  Médaille de la Résistance française ;
- 1960 : Croix de Guerre (carte et décorations remises à sa sœur).